# Península de Shimokita
La península de Shimokita (下北半島 Shimokita-hantō?) constituye el punto septentrional más remoto de la isla japonesa de Honshu. Se extiende en la prefectura de Aomori hacia Hokkaidō separada por el estrecho de Tsugaru. Presenta un paisaje accidentado y un clima severo, además de ser conocida por albergar el monte Osore, considerado con semejanzas al «infierno» budista, y que es una de las tres montañas más sagradas de esta religión en el país.

## Geografía
Shimokita se encuentra en el extremo nororiental de Honshu, la isla más grande del archipiélago. Al este delimita con el mar de Japón y al oeste con el océano Pacífico, en tanto que está separada de la vecina Hokkaidō por el estrecho de Tsugaru. El área costera interior constituye la bahía de Mutsu, que separa Shimokita de la península de Tsugaru por el estrecho de Tairadate. Forma parte de la prefectura de Aomori y la ciudad de Mutsu, con 54 103 según el censo de 2020, es la mayor área urbana de la península. El accidente geográfico está comprendido por el distrito de Shimokita al norte y el distrito de Kamikita en el istmo al sur.
Las principales poblaciones de la península son:
- Mutsu
- Ōma
- Kazamaura
- Sai
- Higashidōri
- Yokohama
- Rokkasho

## Geología

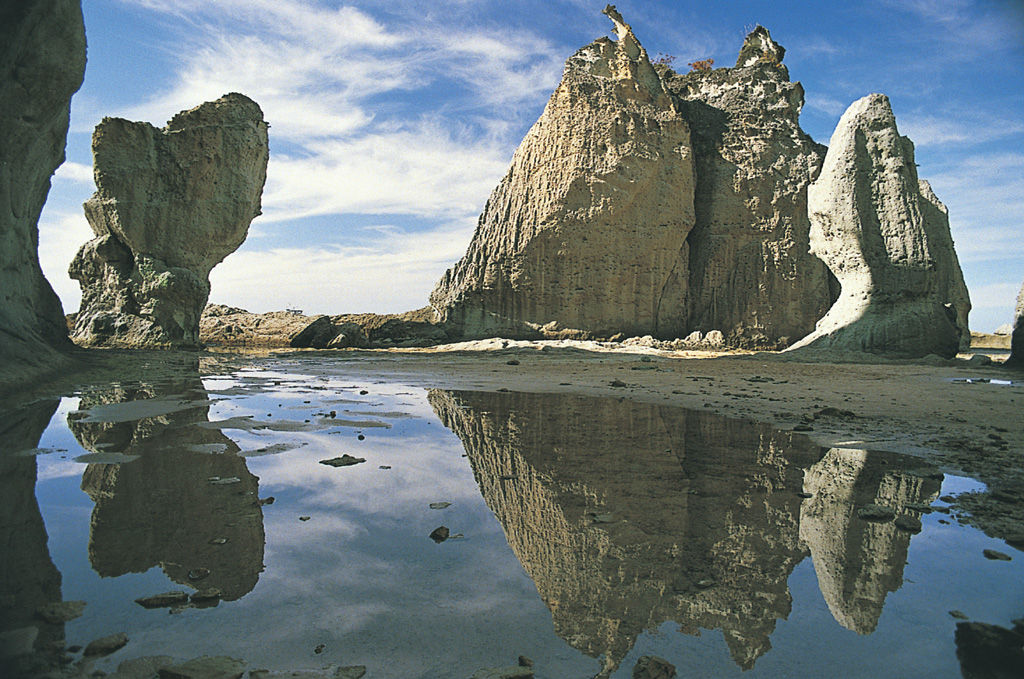
Formaciones rocosas de Hotokegaura en Sai.

En la costa este, que bordea el océano Pacífico, se formaron las dunas de Sarugamori, las mayores de Japón. De origen eólico, los sedimentos comenzaron a acumularse durante el Holoceno bajo un clima influenciado por los monzones. Por otra parte, Shimokita cuenta en gran medida con diversas tobas volcánicas submarinas del Mioceno típicas de las cuencas de «toba verde» en Japón, y presenta ejemplos de rocas basálticas y andesíticas. Estas estructuras consisten en lóbulos de lava con superficies rugosas y grietas causadas por tensión y expansión. La actividad volcánica de la península está patente en los múltiples volcanes que alberga. Un exponente de esto es el estratovolcán Mutsu-Hiuchidake, de 783 m, formado durante el Cuaternario. Las rocas del basamento están compuestas principalmente de lava del Terciario y rocas piroclásticas. Los extractos del volcán consisten principalmente en andesitas hiperstenas y dacita.
Otro ejemplo de la geología de Shimokita son las formaciones de Hotokegaura, que comenzaron a formarse hace casi veinte millones de años, cuando la actividad volcánica de las profundidades del mar creó un precipicio de toba volcánica verde. Con el paso del tiempo, el oleaje del estrecho de Tsugaru erosionó la superficie, lo que causó que la formación rocosa adquiriera formas características que se extienden a lo largo de 2 km de costa. Las diferentes rocas llevan el nombre de Buda, del cual proviene el nombre «Hotokegaura» (Ensenada de Buda). En 1934, un tramo fue designado Monumento Natural de Aomori y, además, como lugar nacional de belleza escénica y Monumento Natural Nacional en 1941.

## Cultura

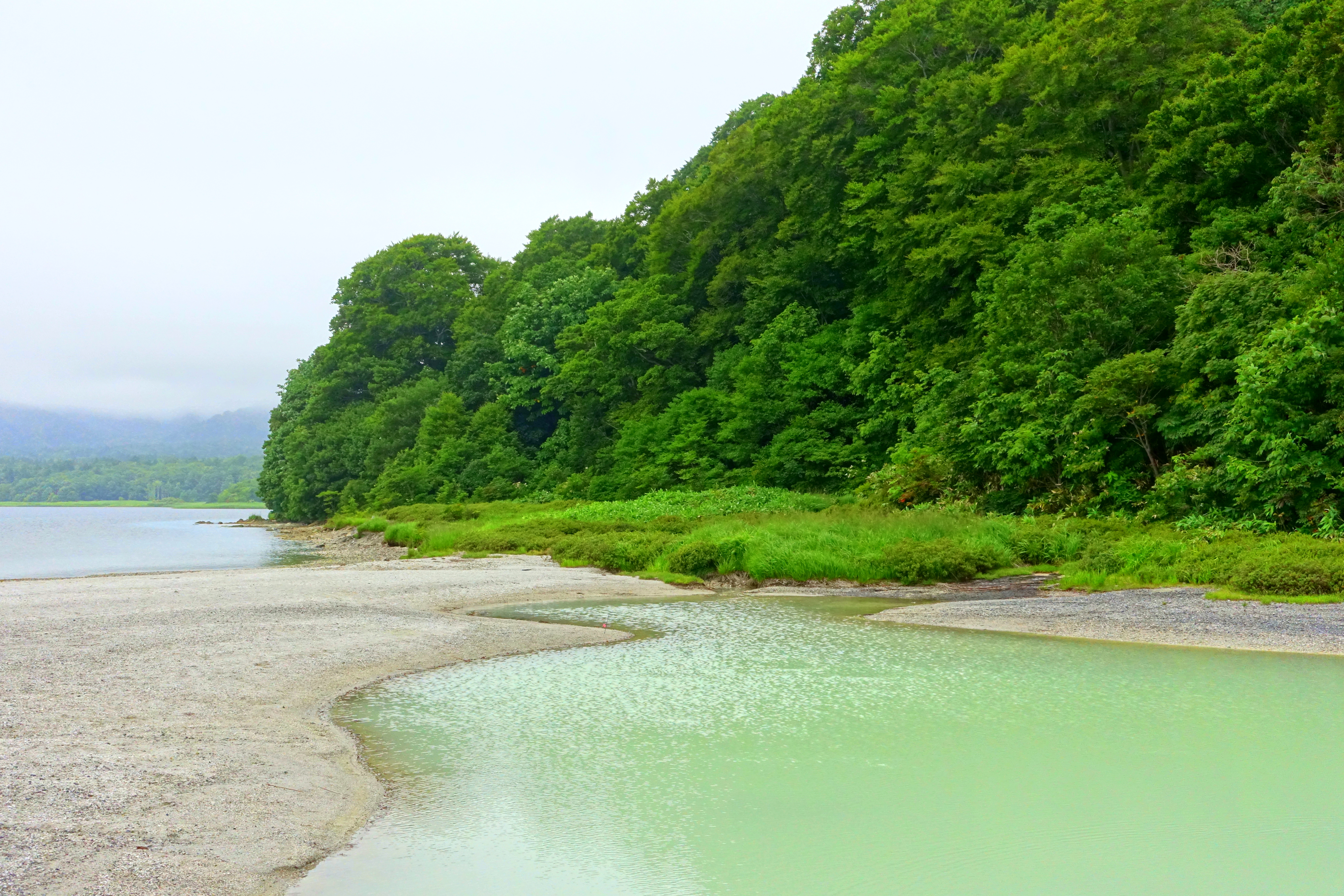
El monte Osore es uno de los tres más sagrados para el budismo japonés junto al monte Hiei y el Koya. Presenta semejanzas con la descripción del «más allá» de dicha religión, por lo que también es conocido como el «infierno budista». El color verdoso de las aguas de este antiguo volcán se debe a una abundante presencia de azufre.
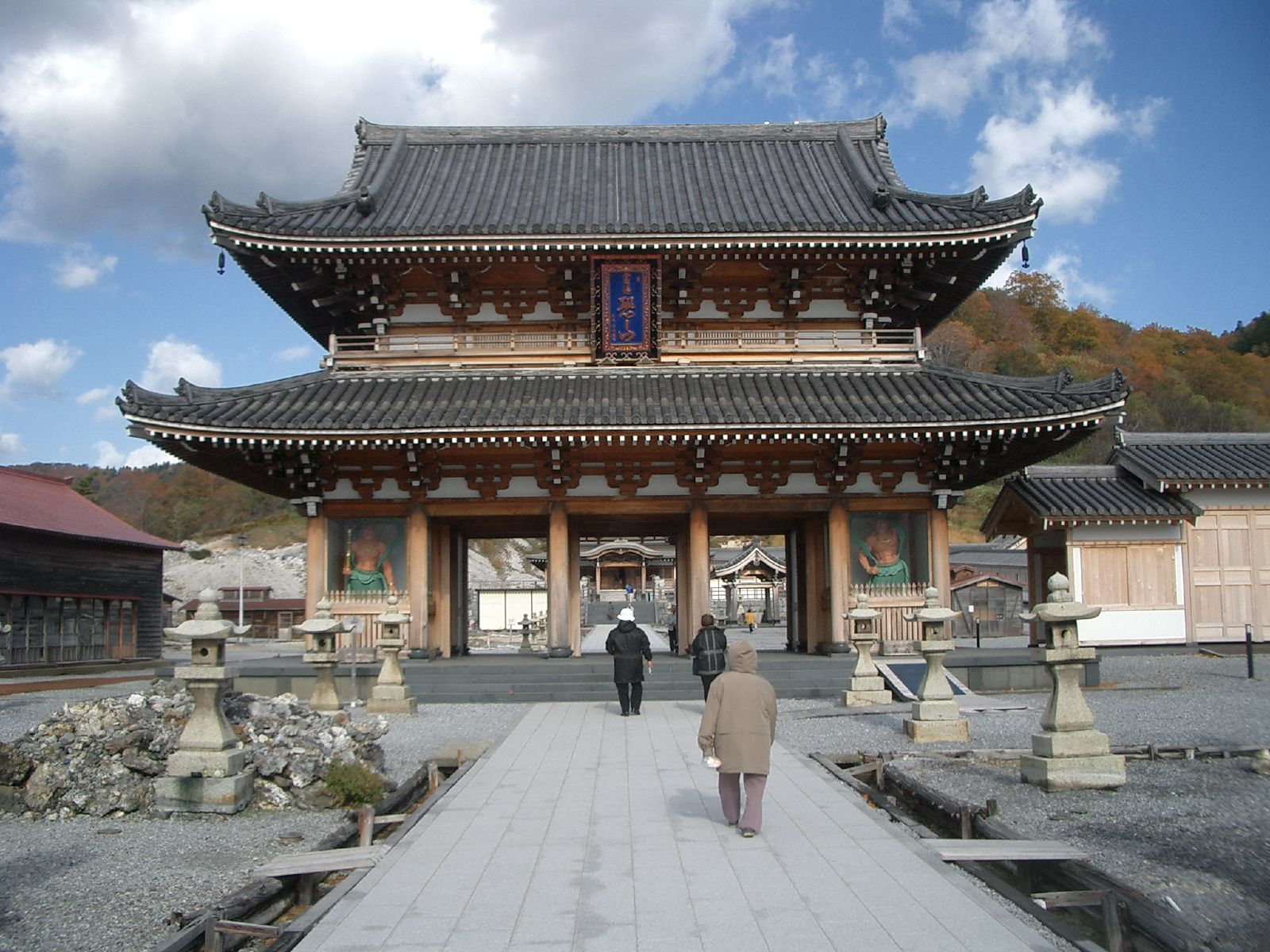
La puerta de entrada del templo Bodai-ji en el monte. A los lados del camino se aprecian riachuelos de agua amarillenta por el azufre.
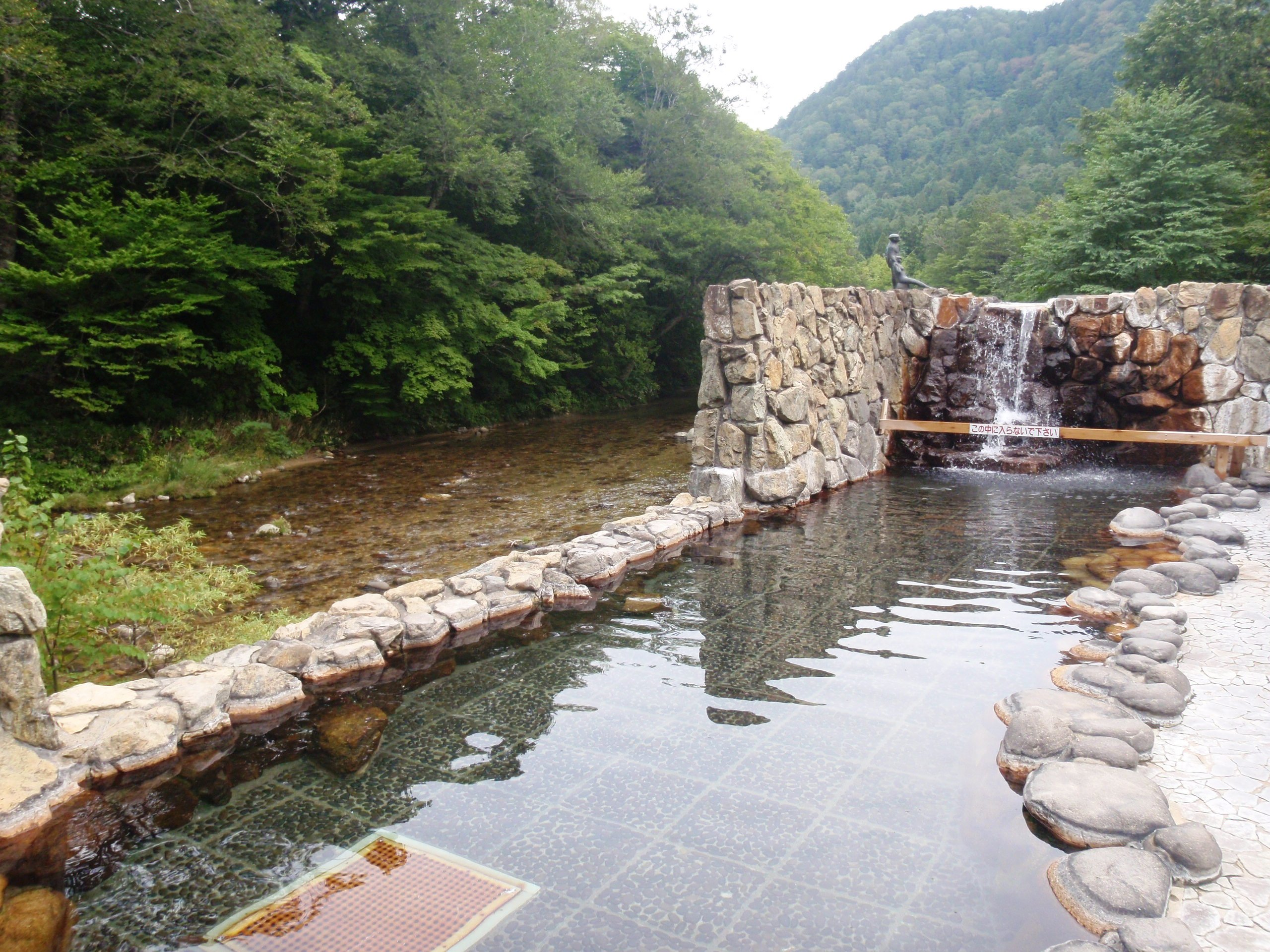
Las termas (onsen) del valle de Yagen, que fueron descubiertas en 1615 por un aliado de Toyotomi Hideyori al retirarse tras el sitio de Osaka.

En la península de Shimokita reposa el monte Osore, sagrado para el budismo japonés, y que es calificado como el «infierno» y cuya traducción literal es «monte del miedo». Se trata de un volcán que lleva 10 000 años inactivo y se caracteriza por el terreno yermo y gris, las aguas con grandes cantidades de sulfatos del lago Usori y las emanaciones de gas tóxico. El lugar fue descubierto por el monje Ennin en el siglo IX tras un sueño premonitorio. Por el área corre el río Sanzu, que según el folclore todas las almas deben cruzarlo para poder llegar al «más allá». Las fieles visitan la montaña con la creencia de poder contactar con parientes fallecidos gracias a la ayuda de chamanes itako.

### Gastronomía

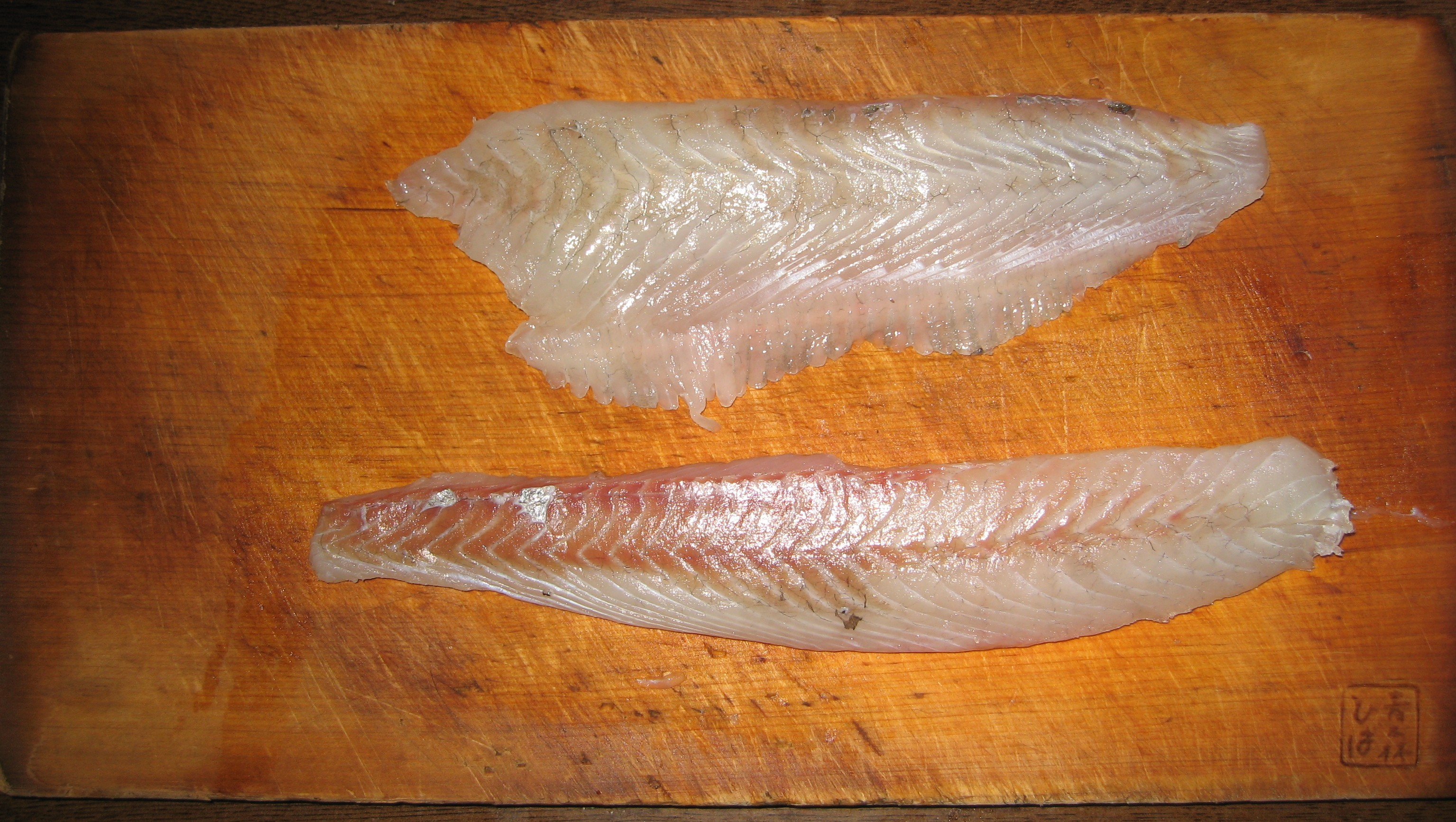
Un filete de hirame o fletán (arriba), pescado típico de la gastronomía de la zona. Es habitual su preparación como sashimi.

La península es conocida por su gastronomía basada en pescado y marisco fresco. En la bahía de Mutsu es tradicional la captura de calamares y otros mariscos. Uno de los productos más típicos de la región es el salmón Kaikyo, criado en las corrientes oceánicas fuertes del estrecho de Tsugaru, lo que consigue mayor cantidad de grasa y calidad de la carne.
Otros platos típicos incluyen el atún de Ōma, el rape (ankou) de Kazamaura —preparado en sopas miso, karaage o sashimi—, el korokke de Ominato con patata de Shimokita, el miso kayaki —una sopa sobre conchas de vieiras en lugar de un tazón— o el sashimi de hirame (fletán).